# 韦斯特海德
韦斯特海德是德国萨克森-安哈尔特州的一个市镇。总面积50.84平方公里，总人口1738人，其中男性884人，女性854人（2011年12月31日），人口密度34人/平方公里。